# Henri de Marguerie
Pour les articles homonymes, voir Marguerie.
Henri de Marguerie est un homme politique français né le 25 novembre 1868 à Paray-le-Monial (Saône-et-Loire) et mort le 18 novembre 1947 à Lucy (Moselle). Il est sénateur sous la Troisième République.

## Éléments biographiques
Issu d'une famille de vieille noblesse ayant construit un château de style Renaissance en 1823 à Saint-Epvre en Moselle et descendant d'Abraham Fabert. Il fait des études classiques et se dirige vers la diplomatie, devenant secrétaire et conseiller d'ambassade en Europe et en Amérique du Sud. Durant la Grande Guerre, il s'illustre sur le font et devient chevalier de la Légion d'Honneur. Il s'installe en Moselle à la fin de la guerre) Saint-Epvre. Élu maire de sa ville en 1919 il devient populaire dans le secteur agricole de Delme. Il est sénateur de la Moselle, inscrit au groupe de la Gauche républicaine, de 1920 à 1933. Il s'intéresse surtout aux questions militaires et aux relations avec l'Allemagne. En 1945, il revient à Saint-Epvre et est réélu maire de la ville jusque début 1947.

## Décoration
- Chevalier de la Légion d'honneur

## Sources
- Ressource relative à la vie publique :   - Sénat
- « Henri de Marguerie », dans le Dictionnaire des parlementaires français (1889-1940), sous la direction de Jean Jolly, PUF, 1960 [détail de l’édition]
- Dir. Jean El Gammal, François Roth et Jean-Claude Delbreil, Dictionnaire des Parlementaires lorrains de la Troisième République, Metz, Serpenoise, 2006 (ISBN 2-87692-620-2, OCLC 85885906, lire en ligne), p. 297-298